# Coupe Fred-Page
La coupe Fred-Page est un tournoi annuel de hockey sur glace organisée Ligue canadienne de hockey junior A. Le vainqueur de la coupe Fred-Page dispute la coupe de la Banque royale, le championnat national Junior A. 
La coupe Fred-Page est une épreuve composée d'un tournoi puis de séries éliminatoires. Il oppose les champions de la coupe Bogart de la Ligue centrale de hockey junior A, de la coupe Kent champions de la Ligue maritime de hockey junior A, et de la coupe NAPA champions de la Ligue de hockey junior AAA du Québec, et l'équipe de la ville hôte.
Le trophée est remis depuis 1995.
Cette compétition ne doit pas être confondue avec la coupe Fred-Page qui est remise annuellement au vainqueur des séries éliminatoires de la Ligue de hockey de la Colombie-Britannique.
Avant 1995, la coupe Callaghan était le championnat de l'Est du Canada joué par des équipes représentatives des provinces maritimes.

## Palmarès

### Champions de l'Est du Canada
- 1971 :  Islanders de Charlottetown (MJAHL)
- 1972 :  Islanders de Charlottetown (MJAHL)
- 1973 :  Lumber Kings de Pembroke (CJHL)
- 1974 :  Bears de Smiths Falls (CJHL)
- 1975 :  Bears de Smiths Falls (CJHL)
- 1976 :  Islanders de Charlottetown (IJHL)
- 1977 :  Islanders de Charlottetown (IJHL)
- 1978 :  Islanders de Charlottetown (IJHL)
- 1979 :  Metros de Sherwood-Parkdale (IJHL)
- 1980 : Metros de Sherwood-Parkdale (IJHL)

### Coupe Callaghan
- 1981 :  Colts de Cole Harbour (MVJHL)
- 1982 :  Hawks de Moncton (NBJHL)
- 1983 :  Lions de Halifax (MVJHL)
- 1984 :  Lions de Halifax (MVJHL)
- 1985 :  Colts de Cole Harbour (MVJHL)
- 1986 :  Colts de Cole Harbour (MVJHL)
- 1987 :  Fuel Kids de Dartmouth (MVJHL)
- 1988 :  Lions de Halifax (MVJHL)
- 1989 :  Hawks de Moncton (MVJHL)
- 1990 :  Ramblers d'Amherst (MVJHL)
- 1991 :  Canadians Jr. de Halifax (MVJHL)
- 1992 :  Mooseheads d'Halifax (MJAHL)
- 1993 :  Bulldogs d'Antigonish (MJAHL)
- 1994 :  Bulldogs d'Antigonish (MJAHL)

### Coupe Fred-Page
- 1995 : National de Joliette (LHJAAAQ)
- 1996 : Beavers de Moncton (LMHJA)
- 1997 : Lasers de Kanata Valley (LCHJ)
- 1998 : Braves de Brockville (LCHJ)
- 1999 : Abbies de Charlottetown (LMHJA)
- 2000 : Colts de Cornwall  (LCHJ)
- 2001 : Panthères de Saint-Jérôme  (LHJAAAQ)
- 2002 : Exports de Halifax (LMHJA)
- 2003 : Cougars de Lennoxville (LHJAAAQ)
- 2004 : Raiders de Nepean (LCHJ)
- 2005 : Hawks de Hawkesbury (LCHJ)
- 2006 : Action de Joliette (LHJAAAQ)
- 2007 : Lumber Kings de Pembroke (LCHJ)
- 2008 : Crushers de Weeks (LMHJA)
- 2009 : Western Capitals de Summerside (LMHJA)
- 2010 : Braves de Brockville (LCHJA)
- 2011 : Lumber Kings de Pembroke (LCHJ)
- 2012 : Slammers de Woodstock (LHJM)
- 2013 : Bearcats de truro (LHJM)
- 2014 : Canadians de Carleton place (LHJCC)
- 2015 : Canadians de Carleton place (LHJCC)
- 2016 : Canadians de Carleton place (LHJCC)
- 2017 : Cobras de Terrebonne (LHJAAAQ)
- 2018 : Sénateurs d'Ottawa jr (LHJCC)
- 2019 : Sénateurs d'Ottawa jr (LHJCC)